# لويس فيليبي (رائد أعمال)
لويس فيليبي هو رائد أعمال كوبي، ولد في 11 مايو 1961 في هافانا في كوبا.